# The Motels
Pour la chanteuse américaine née en 1917, voir Martha Davis (chanteuse).
The Motels est un groupe de new wave américain des environs de Los Angeles, formé en 1972 à Berkeley, en Californie. Leur chanson Total Control atteignit la 4e place dans les hit-parades australiens en 1980. Martha Davis, la chanteuse et leader du groupe, reforma en 1998 une version du groupe nommé « The Motels featuring Martha Davis ». À partir de 1998, elle continue à se produire sous ce nom avec des formations différentes.

## Discographie

### En studio
- Motels (1979)
- Careful (1980)
- All Four One (1982)
- Little Robbers (1983)
- Shock (1985)
- Clean Modern and Reasonable (2007)
- This (2008)
- The Last Few Beautiful Days (2018)

### Live
- Standing Room Only (2007 - Live at the Coach House)
- Atomic Cafe (2009 - Greatest Songs Live)

### Compilations
- No Reservations - The Best of The Motels (1988)
- No Vacancy (1991)
- Anthologyland (2001)
- Classic Masters (2002)
- The Best of The Motels (2003)
- The Motels Essential Collection (2005)

### Martha Davis en solo
- Policy (1987)
- So the Story Goes (2004)
- Beautiful Life (2008)

### Musique de film
- Moscou à New York (Moscow on the Hudson) (1984 - chanson Long Day)
- Ras les profs ! (Teachers) (1984 - chanson In the Jungle)
- Bienvenue au Paradis (Made in Heaven) (1987 - chanson We've Never Danced - Martha Davis solo)
- La Chasse impitoyable (Death Ring) (1992 - chanson Mission of Mercy)
- Quand bébé s'en mêle (A Smile Like Yours) (1997 - chanson You Got What It Takes)
- Les Derniers Jours du monde (2009) - chanson Total Control

### Albums enregistrés mais non commercialisés
- Apocalypso (1981)
- Lovely Alone (2005 - Martha Davis solo)

### Apparitions
- En 2010, Martha Davis est, avec Kesha, Salt-N-Pepa et les Paradiso Girls, tête d'affiche de la 20e édition du festival lesbien californien, le Dinah Shore Weekend.